# Auguste Danne
Auguste Danne geborene Brinkmann (* 26. September 1859; † 3. Dezember 1936 in Lindewerra) war eine deutsche Schriftstellerin und Kinderbuchautorin, die auch unter dem Namen Auguste publizierte.

## Leben
Sie war verheiratet mit dem Lehrer Heinrich Knop (1865–1947), hatte einen Sohn und vier Töchter und ist im Alter von 77 Jahren gestorben.

## Werke
- Kinder-Geschichten für kleinere Kinder. Winckelmann, Berlin 1855.
- Allerlei. Neue Geschichten. Uflacker, Altona 1862.[1]
- Die Waldfrau. Blumenmärchen für Mädchen und Knaben. Illustrationen von Theodor Hosemann. Uflacker, Altona 1862.
- Plaudereien aus Thier-und Pflanzenwelt. Für Kinder von 6 bis 8 Jahren. Winckelmann, Berlin 1863.
- Gute Kameradschaft. Erzählungen für kleine Knaben. Winckelmann, Berlin 1868.
- Anna und Friedas Briefwechsel. Naumann, Dresden 1872.
- Aus der Geschichte. Für Kinder erzählt. Naumann, Dresden 1874.
- Im Forsthaus. Erzählungen für die Jugend. Hirt, Leipzig 1875.
- Johannes erster Ausflug aufs Land. Illustrationen von Theodor Hosemann. Winkelmann, Berlin 1870.
- Hirt's Theater für die Jugend. Leicht aufführbare Stücke für verschiedene Alterssufen. Von Auguste Danne und Ottilie Wildermuth und anderen. Hirt, Leipzig 1877.
- Das Beerenlieschen oder Die güldene Kette. Weihnachtsmärchen in zwei Aufzügen mit Gesang und Tanz. 5. Auflage. Leipzig: Bureau der Genossenschaft dramatischer Autoren, Leipzig 1898
- De lütt Heckenros. En gemüthlichen plattdütschen Snack in 1 Akt. Bloch, Berlin o. J.[2]